# Frecuencia de aparición de letras

Frecuencia de uso de letras en español

La frecuencia de las letras del alfabeto es la cantidad de veces que aparecen en un texto promedio. Su cálculo está sujeto a interpretación ya que influyen varios parámetros:
- El estilo narrativo. Si hay muchos verbos en infinitivo, habrá muchas r.
- El vocabulario específico del documento. Si se habla de ríos, habrá muchas i.
- El tipo de documento. En pequeños anuncios se pueden encontrar muchos símbolos de monedas (€, $, £, etcétera), que es posible que estén ausentes en la mayor parte de otro tipo de documentos.
- Los parámetros técnicos. Se pueden calcular fácilmente estadísticas sobre textos informatizados, pero a menudo, estos no implican el uso de mayúsculas acentuadas (que a veces resultan complicadas de teclear). Además, algunos autores omiten las tildes.
- La presencia de caracteres no alfabéticos (signos de puntuación, cifras, paréntesis, símbolos matemáticos corrientes, etc.) pueden o no tenerse en cuenta. La coma y el punto, por ejemplo, son más frecuentes que más de la mitad de las letras.

## Frecuencia de aparición de letras en español
Porcentaje de aparición de letras en español:
| Letra      | A      | B     | C     | D     | E      | F     | G     | H     | I     | J     | K     | L     | M     | N     |
| Porcentaje | 12,53% | 1,42% | 4,68% | 5,86% | 13,68% | 0,69% | 1,01% | 0,70% | 6,25% | 0,44% | 0,02% | 4,97% | 3,15% | 6,71% |
| Letra      | Ñ      | O     | P     | Q     | R      | S     | T     | U     | V     | W     | X     | Y     | Z     |       |
| Porcentaje | 0,31%  | 8,68% | 2,51% | 0,88% | 6,87%  | 7,98% | 4,63% | 3,93% | 0,90% | 0,01% | 0,22% | 0,90% | 0,52% |       |

Ordenadas de mayor a menor frecuencia de aparición obtenemos: e,  a,  o,  s,  r,  n,  i,  d,  l,  c,  t,  u,  m,  p,  b,  g,  v,  y,  q,  h,  f,  z,  j,  ñ,  x,  k,  w. 
A partir de los datos anteriores, se puede decir que:
- Las vocales ocuparán alrededor del 45% del texto.
- La e y la a son identificables fácilmente dado su porcentaje de aparición.
- Las consonantes más frecuentes son: s, r, n, d, l, c (sumadas tienen una frecuencia de un 37%)
- Las seis letras menos frecuentes son: z, j, ñ, x, k, w (sumadas tienen una frecuencia que apenas supera el 1,5%)

### Ejemplo concreto: el Quijote
El texto del Quijote  contiene 1.640.502 letras:
| Letra      | e       | a       | o       | s       | n       | r       | i      | l      | d      | u      | t      | c      | m      | p      |
| Cantidad   | 229.188 | 200.492 | 162.512 | 125.726 | 108.440 | 100.953 | 90.070 | 89.141 | 87.237 | 79.471 | 61.749 | 59.435 | 44.658 | 35.464 |
| Porcentaje | 14,0%   | 12,2%   | 9,9%    | 7,7%    | 6,6%    | 6,2%    | 5,5%   | 5,4%   | 5,3%   | 4,8%   | 3,8%   | 3,6%   | 2,7%   | 2,2%   |
| Letra      | q       | y       | b       | h       | v       | g       | j      | f      | z      | ñ      | k      | w      | x      |        |
| Cantidad   | 32.483  | 25.115  | 24.146  | 19.920  | 17.855  | 17.225  | 10.530 | 7.581  | 6.491  | 4.241  | 377    | 2      | 1      |        |
| Porcentaje | 2,0%    | 1,5%    | 1,5%    | 1,2%    | 1,1%    | 1,0%    | 0,6%   | 0,5%   | 0,4%   | 0,3%   | 0,1%   | 0,0%   | 0,0%   |        |

### La Regenta, de Leopoldo Alas (Clarín)
Se ha incluido la frecuencia del espacio o separador de palabras, así como las de los signos de puntuación " .  ,  ;  : "
Hay que señalar los siguientes resultados:
1. El separador o espacio es el signo más abundante, casi duplicando a la letra más frecuente.
2. La letra a es algo más abundante que la letra e.
3. Los signos de puntuación “,” y “.” son más abundantes que la letra q y siguientes. En cambio, como cabía esperar, los signos “;” y “:” son menos abundantes, aunque el punto y coma supera a la ñ y los dos puntos a la k.
| Letra      | espacio | a       | e       | o       | s       | r      | n      | i      | l      | d      | u      | t      | c      | m      | p      | b      |
| Cantidad   | 305.290 | 192.666 | 176.252 | 128.009 | 101.317 | 89.243 | 87.585 | 86.284 | 83.524 | 67.215 | 57.662 | 53.937 | 52.346 | 36.500 | 33.970 | 26.658 |
| Porcentaje | 17,599% | 11,107% | 10,160% | 7,379%  | 5,841%  | 5,145% | 5,049% | 4,974% | 4,815% | 3,875% | 3,324% | 3,109% | 3,018% | 2,104% | 1,958% | 1,537% |
| Letra      | .       | ,       | q       | v       | g       | h      | y      | f      | j      | z      | ;      | ñ      | x      | :      | k      | w      |
| Cantidad   | 26.079  | 24.447  | 17.773  | 15.491  | 15.202  | 13.796 | 13.619 | 8.454  | 6.428  | 5.549  | 3.658  | 3.501  | 1.224  | 941    | 59     | 20     |
| Porcentaje | 1,503%  | 1,409%  | 1,025%  | 0,893%  | 0,876%  | 0,795% | 0,785% | 0,487% | 0,371% | 0,320% | 0,211% | 0,202% | 0,071% | 0,054% | 0,003% | 0,001% |

Total 1 734 699

### Frecuencia en el diccionario
Si se cuenta la frecuencia de aparición en un diccionario, la letra más frecuente resulta ser la a, pero en el lenguaje escrito hay una gran cantidad de palabras cortas (que, le, se, etc.) que contienen la e, por lo que el recuento en textos esta letra suele ser más abundante, aunque no siempre, como en el caso de la novela La Regenta antes citado.

## Otros idiomas
El alineamiento de las letras en una máquina linotipia es ETAOIN SHRDLU, que corresponde aproximadamente a las doce letras más frecuentes en inglés.

## Literatura en inglés
En el cuento El Escarabajo de Oro de Edgar Allan Poe  (publicado por primera vez en junio de 1843), se relata una historia que incluye una criptografía y la descripción del método para resolver el mensaje  cifrado por sustitución simple analizando frecuencias de letras.